# تالیگا
تالیگا (به اسپانیایی: Táliga) یک شهرستان در اسپانیا است که در اکسترمادورا واقع شده‌است.

## خصوصیات
تالیگا ۳۱ کیلومترمربع مساحت و ۸۰۱ نفر جمعیت دارد و ۳۱۵ متر بالاتر از سطح دریا واقع شده‌است.